# John Cheke

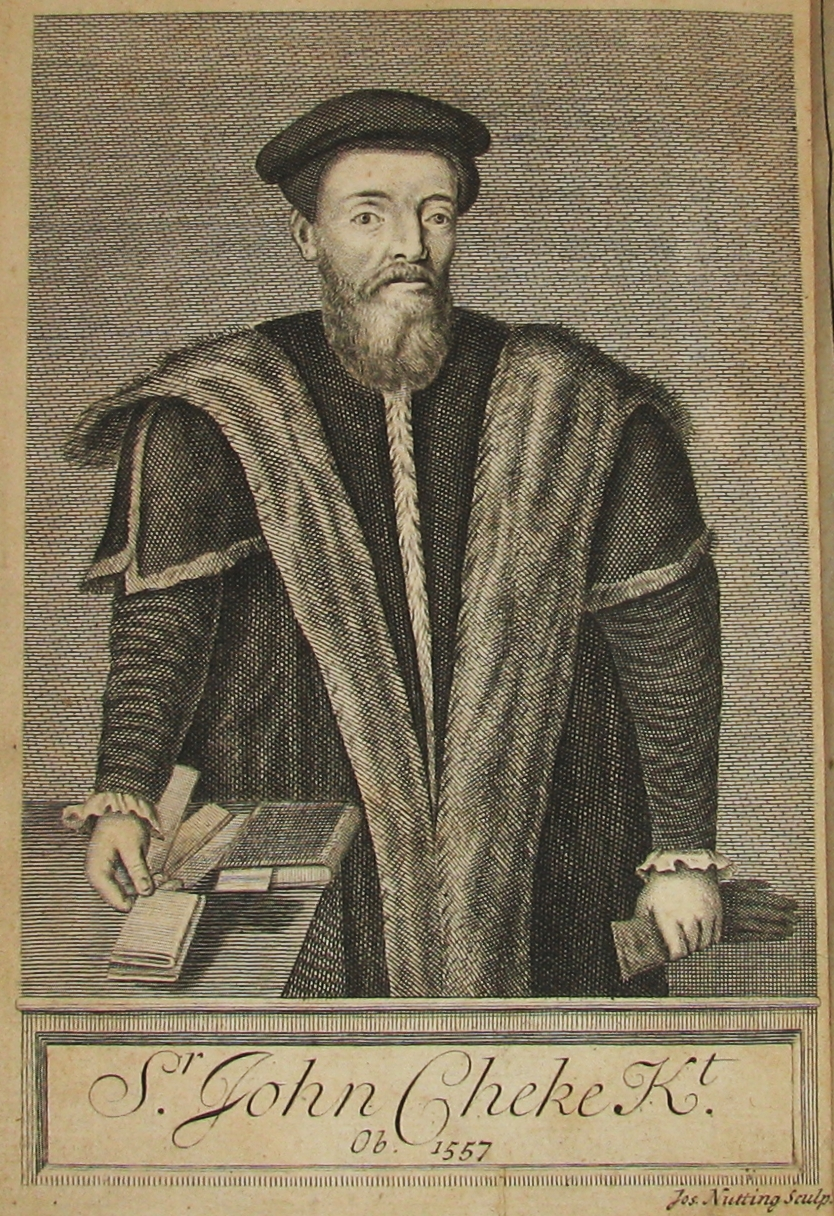
sir John Cheke

John Cheke född den 16 juni 1514, död den 13 september 1557, var en engelsk akademiker och statsman, bemärkt som den förste professorn i grekiska vid universitetet i Cambridge.

## Uppväxt och tidig karriär
John Cheke utbildades vid St John's College, Cambridge, där också hans far Peter Cheke arbetade. Cheke blev anställd som fellow vid universitetet år 1529. Medan han befann sig i Cambridge kom han under inflytande av reformerta personer, och Cheke kom också snart att omfamna dessa läror. Hans framgångar som forskare kom att skaffa honom ett stipendium från kungen, och när Henrik VIII år 1540 lät instifta professurer blev Cheke utsedd till den förste professorn i klassisk grekiska vid universitetet i Cambridge. Bland Chekes elever vid  St John's återfinns William Cecil, senare upphöjd till Lord Burghley, som kom att gifta sig med Chekes syster Mary, och Roger Ascham, som i sitt verk The Scholemaster berömmer Cheke å det högsta för hans akademiska insatser och för hans karaktär. Tillsammans med Thomas Smith introducerade Cheke ett nytt system för uttalet av den klassiska grekiskan som i mycket hög utsträckning används i England fram till 1800-talet. Vid universitetet motsatte sig dock bland andra Stephen Gardiner det nya uttalet, och föredrog istället det system som användes på kontinenten. När Gardiner blev Lord Chancellor lät han förbjuda Chekes system, men i längden var det alltså Cheke som triumferade.
Den 10 juli 1544 utsågs Cheke till informator åt den blivande kung Edvard VI av England, för att undervisa honom i "språk, bibellära, filosofi och alla andra humanistiska vetenskaper" (‘of toungues, of the scripture, of philosophie and all liberal sciences’) . Cheke fortsatte tjäna i denna kapacitet även efter Edvards trontillträde.  
Omkring år 1547 gifte sig Cheke med Mary, dotter till Richard Hill, som var föreståndare för Henrik VIII:s vinkällare. Tillsammans fick paret tre söner.
Cheke tog aktiv del i samhällslivet. Han satt som medlem av parlamentet för Bletchingley, han deltog i parlamenten 1547 och 1552-1553, han utnämndes till provost vid King's College, Cambridge den 1 april 1548, var en av de inspektörer som skickades av kronan till det universitetet såväl som University of Oxford och Eton College, och han utsågs tillsammans med sju andra lärde till att upprätta lagar för hur kyrkan skulle styras av kronan efter reformationen. Den 11 oktober 1551 dubbades han till riddare, och i juni 1553 utnämndes han till Secretary of State och blev medlem av kungens Privy Council.

## Senare liv, och död
John Chekes protestantism föranledde honom att sälla sig till hertigen av Northumberland, och under drottning Janes korta regeringstid tjänstgjorde han som hennes secretary of state. Till följd av detta lät drottning Maria spärra in honom i Towern den 27 juli 1553, och alla hans tillgångar konfiskerades av kronan. Han släpptes dock fri den 3 september 1554, och fick också tillåtelse att resa utomlands. Han begav sig först till Basel, och besökte sedan Italien, där han gav föreläsningar i grekiska vid universitetet i Padua där han också agerade värd åt Philip Hoby.  Han slog sig slutligen ner i Strasbourg, där han försörjde sig genom att undervisa i klassisk grekiska.
Våren 1556 besökte han Bryssel för att träffa sin fru. På vägen tillbaka, mellan Bryssel och Antwerpen, blev han och Peter Carew arresterade på order av Filip II av Spanien. De fördes sedan till England där Cheke åter spärrades in i Towern. Cheke fick där besök av två präster och av doktor John Feckenham, dekan i St Paul's Cathedral, vilka han tidigare försökt förmå konvertera till protestantismen, och då han nu var skräckslagen inför möjligheten att brännas på bål lät han övertala sig av dem att offentligen ångra sig och av kardinal Reginald Pole åter upptas i den katolska kyrkan. Han drabbades efter detta av svåra skam- och skuldkänslor och överlevde inte länge. Han dog, som  Thomas Fuller skriver i (Church History) med "Guds förlåtelse och alla goda mäns medkänsla med honom" ("God's pardon and all good men's pity along with him").

## Eftermäle
Thomas Wilson skrev en lång och intressant hyllning till Cheke i episteln han skrev som förord till sin Olynthiacs of Demosthenes (1570), och Thomas Nash, kallade honom i To the Gentlemen Students, som fungerade förord till Robert Greenes Menaphon (1589), Vältalighetens företrädare, sir John Cheke, männens man, övernaturligt kunnig i alla språk"  ("the Exchequer of eloquence, Sir John Cheke, a man of men, supernaturally traded in all tongues"). Många av Chekes verk föreligger fortfarande endast i manuskriptform, många har helt gått förlorade. Ett av de, ur historisk synvinkel, mest intressanta verken är Hurt of Sedition how greneous it is to a Communeweith (1549), vilken skrevs under tiden för Kett's Rebellion, och återutgavs 1569, 1576 och 1641, vid sista tillfället med en biografi över Cheke, skriven av Gerard Langbaine, bifogad. Bland Chekes övriga verk återfinns till exempel  D. Joannis Chrysostomi homiliae duae (1543, den första boken helt på grekiska som trycktes i England), D. Joannis Chrysostomi de providentia Dei (1545), The Gospel according to St Matthew translated (c. 1550; bearbetad av James Goodwin, 1843), De obitu Martini Buceri (1551), (Pope Leo VI's) de Apparatu bellico (Basel, 1554; men dedicerad till Henry VIII, 1544), Carmen Heroicum, aut epithium in Antonium Dencium (1551), De pronuntiatione Graecae ... linguae (Basel, 1555). Han översatte också flera grekiska verk, och gav beundransvärda föreläsningar om Demosthenes.
En biografi över John Cheke skrevs av John Strype (1705).